# Кожухово (сільське поселення присілок Карцово)
Кожухово (рос. Кожухово) — присілок в Дзержинському районі Калузької області Російської Федерації.
Населення становить 8 осіб. Входить до складу муніципального утворення Присілок Карцово.

## Історія
Від 2004 року входить до складу муніципального утворення Присілок Карцово.

## Населення
| 2002 | 2010 |
| ---- | ---- |
| 3    | ↗8   |